# Лузиньян, Амвросий Юсуф-бей
Князь Амвросий Юсуф-бей де Лузиньян (известный также как Гай Лузиньян, Лузиньян-Кальфа, Амвросий Кальфа, Амбруаз Кальфа, Ги де Лузиньян) (1830—1906) — армянский учёный, историк, лингвист, востоковед, арменовед.

## Биография
Сын известного по египетской экспедиции под именем Юсуф-бея военачальника мамелюков (Геворка (Жоржа)-Юсуфа Кальфа). Старший брат архиепископа Хоренаци Нар-бея де Лузиньяна.
Обучался у мхитаристов в Венеции, затем — в Париже. Был рукоположён. В 1855 году был назначен учителем в Парижской школе конгрегации мхитаристов. В следующем году он покинул Католическую церковь.
С молодости интересовался историей и языками.
Поселился в Париже. В 1854 году был назначен префектом в основанном армянами в Париже «Armenian College Moorat Samuel». Позже основал «Armenian National College», которым руководил с 1856 по 1859 год.
Был членом нескольких научных обществ, в том числе, Азиатского общества.
Издал, большей частью под псевдонимом Амвросия Кальфы, «Всеобщую историю» (Венеция, 1851), «Книгу об армянских письменах» (3 изд., 1859), несколько армянских толковых словарей и армянско-французский (Париж, 1860), армянско-турецкий (Париж, 1863) и 2 французско-турецких словаря (Париж, 1861 и 1880).
Опубликовал несколько работ по истории и лингвистике, в том числе, армянской каллиграфии (Париж, 1853), которые завоевали награды на Всемирной выставке в Париже 1855 года. Его армянско-французский словарь, посвящённый автором российскому императору Александру II, имел большой успех. Эта работа переиздавалась много раз.
Основал и редактировал армяно-французский журнал «La Colombe de Massis». Был покровителем Ордена «Терновый венец».

## Избранные публикации

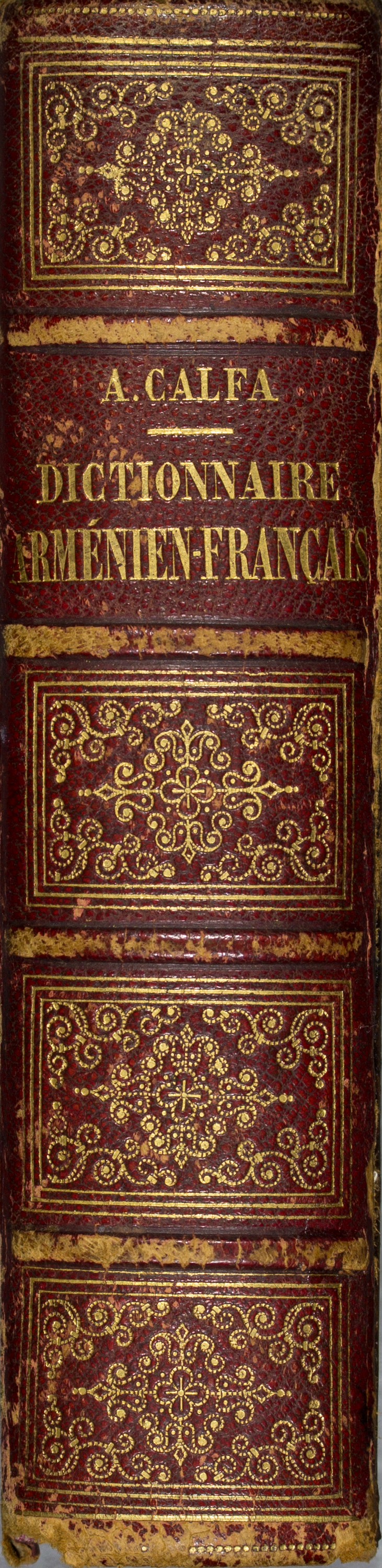
Амвросий Кальфа. Армянско-французский словарь 1861 г.

- Dictionnaire arménien-français et français-arménien / auteur(s) : Ambroise CALFA — Editeur :Fondation Calouste Gulbenkian. Année :1991
- Dictionnaire portatif arménien-français / auteur(s) : Ambroise CALFA — :Année :1913
- Guide de la conversation français-arménien / auteur(s) : Ambroise CALFA — Année :1895
- Dictionnaire arménien-français et français-arménien / auteur(s) : Ambroise CALFA — Editeur :Hachette. Année : 1893
- Dictionnaire arménien-français et français-arménien / auteur(s) : Ambroise CALFA — Editeur :Hachette. Année : 1861
- Dictionnaire portatif arménien moderne-français / auteur(s) : Krikor Jacob BASMADJIAN — Guy DE LUSIGNAN — Editeur : Constantinople, B. Balentz et O. Arzouman. Année : 1915
- Nouveau Dictionnaire illustré français-arménien. Tome 2. IZ / auteur(s) : Guy DE LUSIGNAN — Editeur : S. Achdjian. Année : 1910
- Nouveau Dictionnaire illustré français-arménien. Tome Ier. AH / auteur(s) : Guy DE LUSIGNAN — Editeur : S. Achdjian. Année : 1909
- Nouveau Dictionnaire illustré français-arménien. Tome Ier. AH / auteur(s) : Guy DE LUSIGNAN — Editeur : 1900